# Nigeroloxoconcha
Nigeroloxoconcha is een geslacht van uitgestorven kreeftachtigen uit de klasse van de Ostracoda (mosselkreeftjes).

## Soorten
- Nigeroloxoconcha aegyptiaca Bassiouni & Luger, 1990 †
- Nigeroloxoconcha itanhaensis Piovesan & Nicolaidis in Piovesan, Nicolaidis, Fauth & Viviers, 2013 †
- Nigeroloxoconcha oniseguni Reyment, 1963 †
- Nigeroloxoconcha oyesesei Reyment, 1963 †